# Неєламер
Неєламер (нід. Nijelamer) — село в нідерландській провінції Фрисландія. Входить до муніципалітету Вестстеллінгверф.
Його площа становить 8,49км², а населення станом на 2021 рік складало 140 осіб.
Перша згадка про населений пункт датується 1320-им роком.

## Галерея

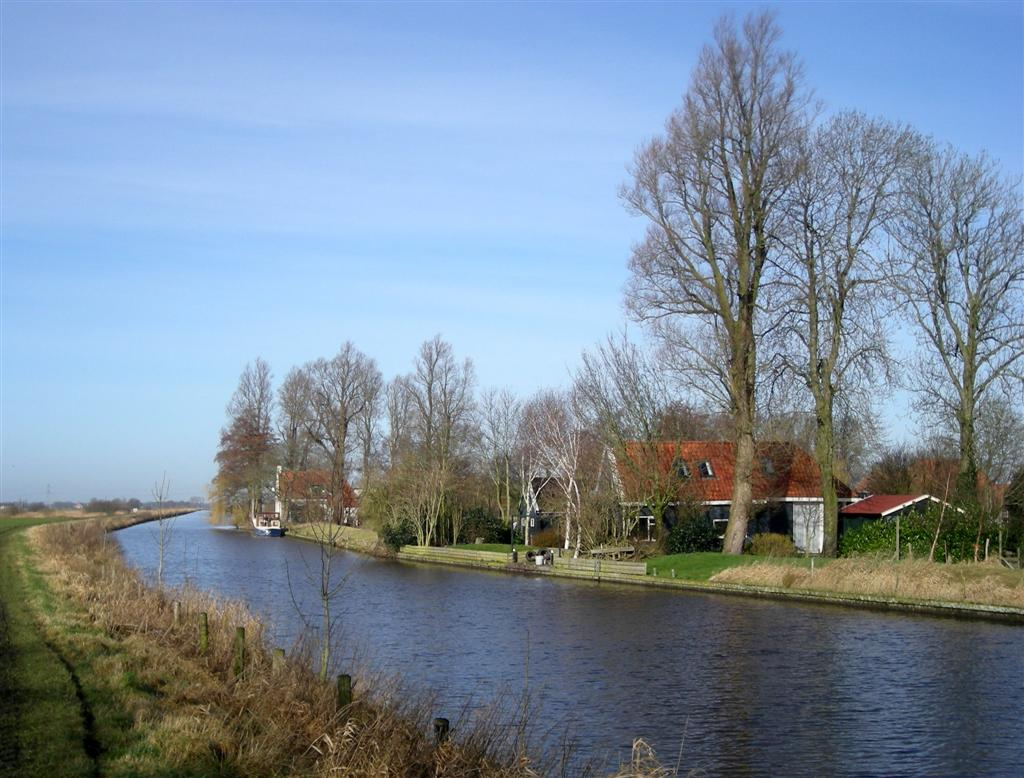
Канал поблизу села
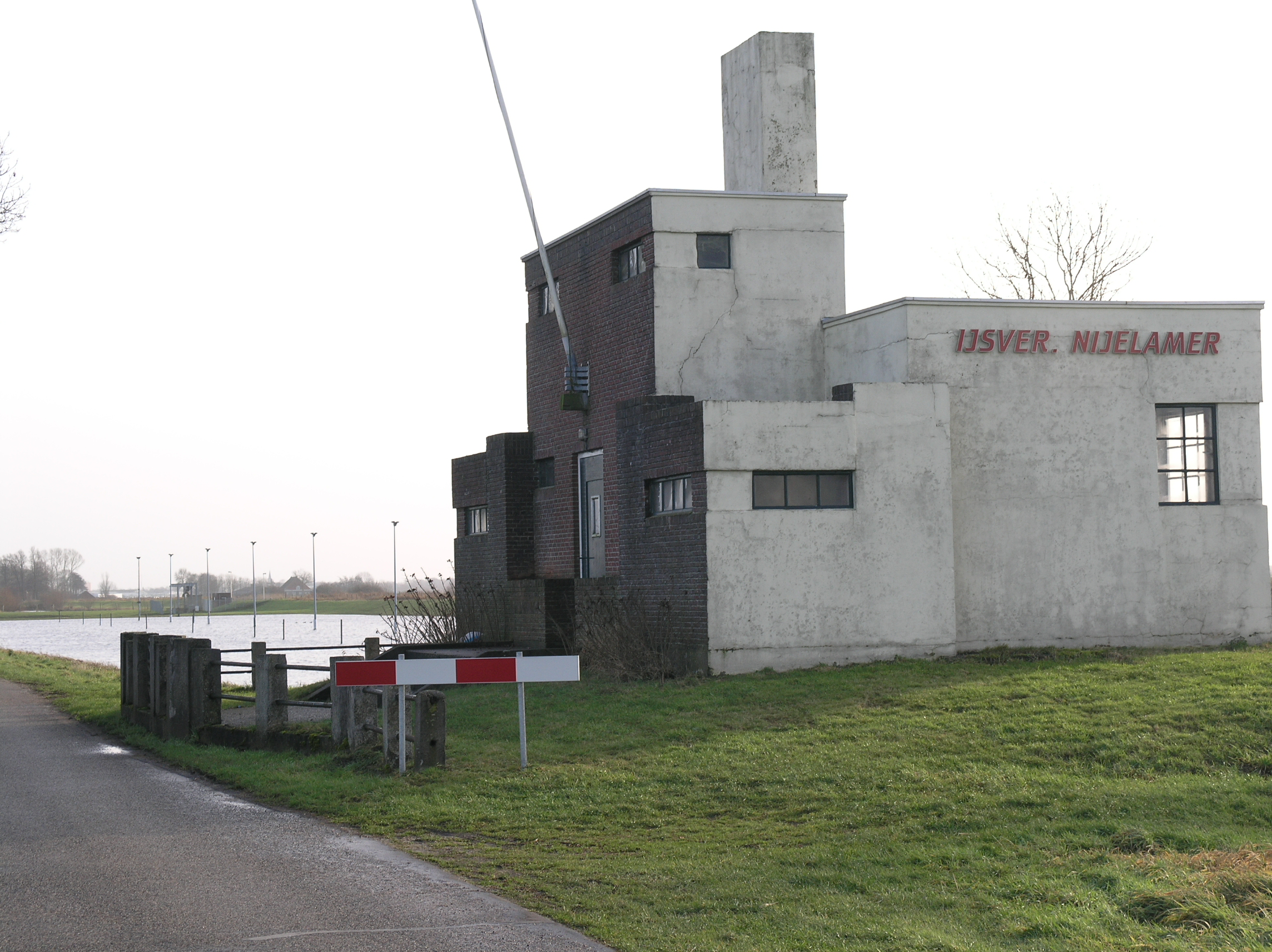
Колишня насосна станція